# 威尼斯公報
歐洲的手抄新聞可能最早出現在義大利的威尼斯，也稱為《威尼斯公報》。

## 產生背景
十四世紀、十五世紀，威尼斯由於地理位置優越，是當時西歐最繁榮的商業城市和交通、貿易中心。各國商賈、達官貴人、金融客雲集此地。為了滿足這些人對信息的需求，威尼斯出現了一批專門收集及傳播物價、商情、金融、交通、氣象、政治、軍事等各類信息的人。他們自己收集最新的消息，自己抄寫，自己發行，以此為職業謀生。這些自集、自刊新聞為生的人，可能是世界上最早的職業新聞記者。